# The Basic Eight
The Basic Eight (título no Brasil: O Clube dos Oito) é o romance de estreia do autor Daniel Handler, publicado em 1998. O livro é uma versão do diário de Flannery Culp, protagonista da história, editado por ela mesma. O livro é um exemplo clássico de um narrador não confiável.

## Enredo
Flannery Culp ("Flan") está no último ano na Roewer High School, em São Francisco . Ao longo do ano, Flan registra os eventos de sua vida em um diário - que, com algumas edições pesadas da própria Flannery anos após o fato, se torna a narrativa do livro. Ela e seus sete amigos íntimos se referem a si mesmos como "O clube dos Oito" (ou "Os Oito Principais" traduzido da versão em inglês) reunindo-se regularmente para tomar café da manhã ouvindo ópera, jantares e festas no jardim. A história narra Flannery e seus amigos enquanto lidam com o estresse do último ano do ensino médio e a complicada vida amorosa de Flannery. A história chega a um final sombrio, onde a vida dos membros do Clube dos Oito sofrem reviravoltas por segredos revelados, auto-descobertas horríveis e assassinatos.

## Personagens
O Clube dos Oito consiste em:
- Flannery Culp, a protagonista.
- Kate Gordon, "a abelha rainha" do grupo.
- Lily Chandly, uma musicista clássica, e nova namorada de Douglas.
- Douglas Wilde, ex-namorado de Flan, também é musicista clássico.
- V__, cujo nome foi omitido por ela ter pais ricos.
- Jennifer Rose Milton, um nome tão bonito que Flan sempre o escreve na íntegra.
- Gabriel Gallon, o garoto que tem sentimentos por Flan.
- Natasha Hyatt, a exuberante e bela melhor amiga de Flan.

Personagens adicionais incluem:
- Adam State, o objeto das afeições de Flannery.
- Ron Piper, diretor do clube de teatro do ensino médio.
- Steve Nero, o garoto mais popular da escola.[2]
- Jim Carr, o professor de biologia que é flagrado por Flan tentando abusar sexualmente de sua assistente.
- Diretor Bodin, diretor da Roewer High School. Seu comportamento (segundo o descrito no diário de Flan) é comparável ao Vice Diretor Nero, do quinto livro de Desventuras Em Série.

## Conexões
No terceiro romance de Handler, Adverbs, Kate é mencionada como a namorada de um personagem secundário, Garth, no capítulo "Soundly". Em O Clube dos Oito, Kate frequentemente dá conselhos de relacionamento de seu relacionamento de duas semanas com Garth, o que causa um certo incômodo em Flannery.
No jogo de videogame baseado na série de livros  A Series Of Unfortunate Events para o Game Boy Advance, um item necessário em várias missões é "The Basic Nine" escrito por "Danny Handy".[carece de fontes?]

## História da publicação
O Clube dos Oito foi o primeiro romance publicado por Daniel Handler. Handler afirmou em várias entrevistas que foi muito difícil publicar o romance - ele foi rejeitado 37 vezes antes da publicação pela Thomas Dunne Books. O heterônimo de Handler, Lemony Snicket, foi criado enquanto ele fazia pesquisas para o livro O Clube dos Oito e precisava de um nome falso para escrever enquanto se inscrevia nas listas de discussão das organizações de direita. No Brasil, o livro foi publicado pela Seguinte

## Recepção
Ronnie Scott, do bookslut.com, escreveu: "É como um exame de alguns temas muito atuais e dos anos 90 - "panelinhas" do ensino médio, abuso de álcool, violência do ensino médio, Oprah Winfrey - The Basic Eight é incomparável por sua interação de humor sensível e absolutamente legal ".
The New Yorker apresentou o romance em sua seção First Novels, escrevendo: "Este romance astuciosamente engraçado é o diário de Flannery Culp, a suposta líder de oito alunos do ensino médio que são acusados de assassinato ritualístico satânico e tornam-se instantaneamente pacientes de inúmeros terapeutas de poltrona. Handler é um escritor encantador, com um adorável domínio da voz, mas o livro é enfraquecido por sua tentativa de transformar uma ideia inteligente em sátira social ".